# Florian Weißkircher
Florian Weißkircher (* 23. Mai 1986 in Klagenfurt) ist ein ehemaliger österreichischer Eishockeytorwart.

## Karriere
Weißkircher begann seine Karriere in den Nachwuchsteams des Bundesligisten EC KAC und kam in der Saison 2003/04 zu ersten Einsätzen als Backup-Torhüter, allerdings wurde er niemals eingewechselt. Im Sommer 2005 wechselte er in die Nationalliga und unterzeichnete einen Vertrag beim KSV Eishockeyklub. In seiner zweiten Saison bei den Steirern arbeitete er sich zum ersten Torhüter hoch, unterlag mit seinem Team jedoch bereits im Viertelfinale dem späteren Meister VEU Feldkirch.
Im Jahr 2007 kehrte er in die Bundesliga zurück, als ihn die Vienna Capitals unter Vertrag nahmen, allerdings kam er nur zu sehr wenig Eiszeit und verließ das Team vorzeitig in der Saison 2008/09, um in der Nationalliga beim EK Zell am See zu spielen. Dort hatte es Probleme mit Stammtorwart Markus Seidl gegeben, der sich bei der Weihnachtsfeier des Teams mit einem Mannschaftskollegen geprügelt hatte und daraufhin suspendiert worden war. Weißkircher spielte die Saison als erster Torwart zu Ende, schied mit der Mannschaft aber im Halbfinale gegen den EC Dornbirn aus. Im Sommer 2009 ging der EK Zell am See in Konkurs, wurde aber bereits während des Konkursverfahrens unter dem Namen EK Zeller Eisbären neu gegründet und trat in der Saison 2009/10 auch wieder in der Nationalliga an. Weißkircher bildete zusammen mit Walter Bartholomäus das Torhüterduo des Teams. 
Anschließend spielte Weißkircher für ATSE Graz und erneut für den EK Zell am See in der Nationalliga.

## Karrierestatistik

### Hauptrunde
| Saison  | Team               | Liga         | GP | W | L  | T | MIP  | GA  | GAA  | SVS | SVS%  | SO | G | A | PIM |
| ------- | ------------------ | ------------ | -- | - | -- | - | ---- | --- | ---- | --- | ----- | -- | - | - | --- |
| 2003/04 | EC KAC             | ÖEHL         | 0  | 0 | 0  | 0 | 0    | 0   | 0.00 | 0   | 0.00  | 0  | 0 | 0 | 0   |
| 2004/05 | EC KAC             | ÖEHL         | 0  | 0 | 0  | 0 | 0    | 0   | 0.00 | 0   | 0.00  | 0  | 0 | 0 | 0   |
| 2005/06 | KSV Eishockeyklub  | Nationalliga | 7  | – | –  | – | 304  | 20  | 3.95 | 139 | 87.42 | 0  | 0 | 0 | 0   |
| 2006/07 | KSV Eishockeyklub  | Nationalliga | 27 | – | –  | – | 1879 | 131 | 4.18 | 875 | 86.72 | 0  | 0 | 0 | 0   |
| 2007/08 | Vienna Capitals    | ÖEHL         | 2  | – | –  | – | 100  | 11  | 6.60 | 63  | 85.14 | 0  | 0 | 0 | 0   |
| 2008/09 | Vienna Capitals    | ÖEHL         | 3  | – | –  | – | 60   | 6   | 6.00 | 27  | 81.82 | 0  | 0 | 0 | 0   |
| 2008/09 | EK Zell am See     | Nationalliga | 12 | 8 | 4  | 0 | 713  | 40  | 3.37 | 309 | 88.54 | 0  | 0 | 0 | 0   |
| 2009/10 | EK Zeller Eisbären | Nationalliga | 23 | 6 | 11 | 1 | 1138 | 99  | 5.22 | 647 | 86.73 | 0  | 0 | 0 | 0   |
| 2010/11 | ATSE Graz          | Nationalliga | 13 | 3 | 5  | 5 | 753  | 45  | 3.59 | 309 | 87.29 | 0  | 0 | 0 | 0   |

### Play-offs
| Saison  | Team               | Liga         | GP | W | L | T | MIP | GA | GAA  | SVS | SVS%  | SO | G | A | PIM |
| ------- | ------------------ | ------------ | -- | - | - | - | --- | -- | ---- | --- | ----- | -- | - | - | --- |
| 2006–07 | KSV Eishockeyklub  | Nationalliga | 3  | 1 | 2 | 0 | 179 | 12 | 4.02 | 77  | 86.52 | 0  | 0 | 0 | 0   |
| 2008–09 | EK Zell am See     | Nationalliga | 8  | 4 | 2 | 2 | 499 | 23 | 2.77 | 207 | 90.00 | 1  | 0 | 0 | 0   |
| 2009/10 | EK Zeller Eisbären | Nationalliga | 1  | 0 | 1 | 0 | 43  | 3  | 4.15 | 28  | 90.32 | 0  | 0 | 0 | 0   |

(Legende zur Torhüterstatistik: GP oder Sp = Spiele insgesamt; W oder S = Siege; L oder N = Niederlagen; T oder U oder OT = Unentschieden oder Overtime- bzw. Shootout-Niederlage; Min. = Minuten; SOG oder SaT = Schüsse aufs Tor; GA oder GT = Gegentore; SO = Shutouts; GAA oder GTS = Gegentorschnitt; Sv% oder SVS% = Fangquote; EN = Empty Net Goal; 1 Play-downs/Relegation; Kursiv: Statistik nicht vollständig)